# Ugo Guandalini
Ugo Guandalini (Modena, 9 marzo 1905 – Parma, 8 aprile 1971) è stato un editore e scrittore italiano.

## Biografia
Con l'amico Antonio Delfini e il cugino di Delfini, Pietro Zanfrognini, negli anni '20 fondò e scrisse le riviste L'Ariete e Lo spettatore italiano. Nel 1932 fondò a Modena la casa editrice Guanda, che nel 1936 trasferì a Parma. Per la sua casa editrice fu anche autore e traduttore, in particolare di Religione e cultura di Jacques Maritain (1938).

## Opere principali
- Adamo: Libro per gli uomini di buona volontà, Modena, Guanda, 1933; riedito nel 1962 con una prefazione di Giacinto Spagnoletti
- Il signor S. T., Modena, Guanda, 1934
- Verità e certezza, Modena, Guanda, 1937
- Il piacere d'essere pecora: considerazioni sugli italiani, Parma, Guanda, 1949; riedizione Milano, Beyle, 2016